# Camponotus dryandrae
Camponotus dryandrae é uma espécie de inseto do gênero Camponotus, pertencente à família Formicidae.